# L'Or du ciel
Pour plus de détails, voir Fiche technique et Distribution.

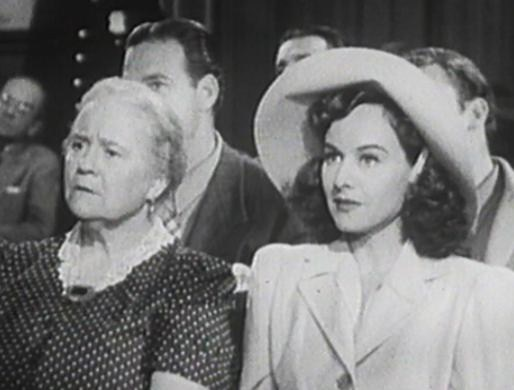
Mary Gordon et Paulette Goddard

L'Or du ciel (Pot o' Gold) est un film musical américain de George Marshall sorti en 1941.

## Synopsis
Jimmy, le propriétaire d'un magasin de musique au bord de la faillite est obligé d'aller travailler dans l'usine d'armement de son vieil oncle. Mais avant d'embaucher, il fait la connaissance d'une famille de musiciens irlandais, laquelle s'avère être la pire ennemie de son oncle, qui déteste la musique. Rapidement, Jimmy essaie d'aider la famille irlandaise en leur trouvant de petits concerts. Il tente de réunir les deux familles, et d'emporter le cœur de la belle Molly au passage. Une sympathique et alerte comédie musicale, pleine d'humour et de charme, sur fond de Montaigu et Capulet.

## Fiche technique
- Titre : L'Or du ciel
- Titre original : Pot o' Gold
- Réalisation : George Marshall
- Scénario : Walter DeLeon d'après une histoire de Andrew Bennison, Monte Brice et Harry Tugend
- Directeur musical : Louis Forbes
- Musique : Louis Forbes, Hy Heath et Fred Rose (non crédités)
- Chorégraphe : Larry Ceballos
- Image : Hal Mohr et Harry Jackson (scènes de danse)
- Montage : Lloyd Nosler
- Direction artistique : Hans Peters
- Décorateur de plateau : Howard Bristol
- Costumes : Helen Taylor
- Production : James Roosevelt
- Société de production : James Roosevelt Productions (Globe)
- Distribution : United Artists
- Pays d'origine : États-Unis
- Langue : anglais
- Format : Noir et blanc - Son : Mono (RCA Sound System)
- Genre : Film musical et comédie romantique
- Durée : 86 minutes
- Dates de sortie :  
  - États-Unis :3 avril 1941
  - France : 24 janvier 1945

## Distribution
- James Stewart : James Hamilton 'Jimmy' Haskell
- Paulette Goddard : Molly McCorkle
- Horace Heidt : lui-même (en)
- Charles Winninger : Charles 'C.J.' Haskell
- Mary Gordon : Mom McCorkle
- Franck Melton : Jasper Backus
- Jed Prouty : J.K. Louderman
- Charles Arnt : Parks
- Dick Hogan : Willie McCorkle
- James Burke : le lieutenant Grady
- Donna Wood : Donna McCorkle
- Larry Cotton : Larry Cotton
- Beverly Andre : Alice
- Herbert Ashley : le portier
- Bobby Barber : un prisonnier
- Harry Bowen : le balayeur de rue
- Aldrich Bowker : le juge Mike Murray
- Ed Brady : le marchand de fruits et légumes

Acteurs non crédités
- Fern Emmett : la mère d'un petit garçon
- James Flavin : le shérif Bud Connolly
- Nestor Paiva : le guide canadien